# こてはし台団地
こてはし台団地（こてはしだいだんち）は、千葉県千葉市花見川区の東部に位置する団地である。千葉県住宅供給公社が開発した戸建住宅の団地。

## 概要
花見川区にある12団地の中の一つ。
国道16号にある信号、大日町入口を超えた西側、こてはし団地入口を超えた東側にある。
一丁目から六丁目まであり、幼稚園保育園小学校中学校、図書館、警察署などがある。

## 歴史
- 1954年（昭和29年）

7月1日 - 犢橋村の編入により大字犢橋、花島、柏井、横戸、宇那谷、長沼、小深、山王、六方、三角、千種、長沼原を継承。
10月 - 各大字が犢橋町、花島町、柏井町、横戸町、宇那谷町、長沼町、小深町、山王町、六方町、三角町、千種町、長沼原町となる。
- 1971年（昭和46年） - 三角町、大日町、柏井町、横戸町、宇那谷町の各一部、長沼町の飛地よりこてはし台が起立（「こてはし台」と「犢橋町」は同時に存在する別の地域名）。
- 1972年（昭和47年）1月1日

こてはし台で住居表示が実施され、改めてこてはし台一・二・四 - 六丁目が起立。
三角町の一部で住居表示が実施され、こてはし台三丁目が起立。
犢橋町の一部がさつきが丘一・二丁目の一部となる。
- 1992年（平成4年）4月1日 - 犢橋町、花島町、柏井町、横戸町、宇那谷町、三角町、千種町、内山町、大日町、花見川、こてはし台、横戸台が花見川区に、長沼町、小深町、山王町、六方町、長沼原町、柏台が稲毛区になる。

## 観光
- こてはし中央店街（四丁目付近のことを地元民が中央という）

花屋、パン屋、スーパカワグチこてはし中央店、スーパカワグチこてはし南店、図書館、銀行（京葉銀行）、郵便局、交番、公園などが密集している。
- こてはし台公園

こてはし台に所在している公園は大小含め全部で8つある中の一番大きい公園がこてはし台公園（通称：中央公園）である。夏にお祭りが開かれて、地元民で大変もりあがりをみせている。ほかにも運動会やごみひろい会など、地域の集まりごとは中央公園にて行われることが多い。

## 建物
- こてはし台幼稚園（厳密には隣接町の横戸町に所在）
- こてはし台保育所
- こてはし台小学校（通称：だいしょう）
- こてはし台中学校（通称：だいちゅう）
- こてはし台交番
- 花見川図書館
- スーパーカワグチこてはし中央店、こてはし南店（こてはし南店は厳密には隣接町の千種町に所在）
- 千葉こてはし台郵便局
- 京葉銀行こてはし台支店